# Jezioro Claire
Jezioro Claire – duże jezioro w kanadyjskiej prowincji Alberta, położone na zachód od Jeziora Athabasca w Parku Narodowym Bizona Leśnego. Leży pomiędzy ujściami rzek Peace i Athabasca.
Jezioro ma powierzchnię 1436 km² (w tym 21 km² powierzchni wysp) i jest położone na wys. 213 m n.p.m. Jest największym jeziorem umiejscowionym całkowicie w granicach prowincji Alberta. Jezioro Athabasca, przez które przechodzi granica z Saskatchewanem, jest większe.